# L'incendiaire
L'incendiaire è un cortometraggio del 1905 diretto da Lucien Nonguet e Ferdinand Zecca.

## Trama
Un uomo bersagliato dalla malasorte, si avventura nel paese. Arrivato ad una fattoria, si sdraia su di un pagliaio, si accende una sigaretta e si addormenta. Ad un certo punto viene svegliato dalle fiamme che lo circondano. Nel tentare di fuggire, i contadini che si trovano lì vicino alla fattoria lo vedono e tentano con una corsa esagerata di acciuffarlo.